# بيدرو تريغويرا
بيدرو تريغويرا (4 يناير 1988 ببارديس في البرتغال - ) هو لاعب كرة قدم برتغالي في مركز حراسة المرمى. شارك مع منتخب البرتغال تحت 20 سنة لكرة القدم ومنتخب البرتغال تحت 21 سنة لكرة القدم. أما مع النوادي، فقد لعب مع نادي أكاديميكا كويمبرا ونادي أونياو دا ماديرا ونادي بوافيشتا ونادي ريبيراو ونادي ريو أفي وديسبورتيفو تروفينسي.

## وصلات خارجية
- بيدرو تريغويرا على موقع قاعدة بيانات كرة القدم.إي يو (الإنجليزية)
- بيدرو تريغويرا على موقع Soccerway.com (الإنجليزية)